# Nicolae Timofti
Nicolae Timofti (Ciutuleşti, 22 de desembre de 1948) és un polític i jurista moldau, president de la república des de 23 de març de 2012 fins al 23 de desembre de 2016. És elegit pel parlament en 16 de març de 2012.

## Presidència
El primer ministre Valeriu Streleț va ser destituït pel Parlament el 29 d'octubre de 2015 enmig d'una onada de protestes que van durar 3 mesos i el president Nicolae Timofti va vetar la candidatura de Vladimir Plahotniuc afirmant que no reunia "els criteris d'integritat necessaris", i el Partit Democràtic de Moldàvia (PDM) va acordar amb el Partit Liberal Democràtic de Moldàvia (PLDM) i el Partit Liberal (PL) investir primer ministre a Pavel Filip, que el 15 de gener de 2016 va rebre l'aval de Timofti.
Igor Dodon va vèncer en la segona volta de les eleccions presidencials de Moldàvia de 2016 amb el 52,11 % dels vots a Maia Sandu, i va succeïr Timofti com a President de Moldàvia.